# Estadio Nacional Morodok Techo
El Estadio Nacional Morodok Techo (en camboyano: កីឡដ្ឋានជាតិមរតកតេជោ) es un estadio de fútbol y atletismo en Nom Pen, Camboya. Es la sede principal más grande del Complejo Deportivo Nacional Morodok Techo.

## Construcción
El Complejo Deportivo Nacional Morodok Techo, que incluye el estadio principal, se construyó específicamente para la celebración de los Juegos del Sudeste Asiático de 2023 en Camboya. La construcción del complejo deportivo comenzó en abril de 2013, mientras que la construcción del estadio principal comenzó en agosto de 2017. La ceremonia de inauguración del estadio se llevó a cabo el 4 de abril de 2017. El gobierno chino aportó 1.100 millones de yuanes chinos (alrededor de 160 millones de dólares) para la construcción del estadio, desarrollado por la Corporación de Ingeniería de Construcción del Estado de China. Alrededor de 340 ingenieros chinos y 240 trabajadores y técnicos camboyanos participaron en la construcción. Para enero de 2019 se completó la instalación de asientos.

## Arquitectura y Diseño
La estructura del Estadio Nacional Morodok Techo fue diseñada para parecerse a un velero como conmemoración de las relaciones entre Camboya y China; debido a que los chinos solían visitar Camboya navegando en la antigüedad. Se planea que el estadio tenga 39,9 m (130,9 pies) de altura con dos estructuras de «proa» que se elevan 99 m (324,8 pies) a lo alto que fueron diseñados para aludir al gesto jemer de Sampeah. El estadio estará rodeado por un foso al estilo de Angkor y adornado con un motivo basado en la flor de Rumdul (Mitrella mesnyi), que es la flor nacional de Camboya. El estadio tiene un aforo de 60.000 personas.